# Antonio Baroni
Pour les articles homonymes, voir Baroni.
Antonio Baroni (1678 - 31 décembre 1746) est un peintre italien de la fin du baroque, actif à Vérone. 

## Biographie
Antonio Baroni s'est formé auprès de  Simone Brentana à Vérone, puis à Bologne avec Marcantonio Franceschini. 

## Œuvres
Vérone
- Sacrifice d'Isaac, oratoire San Biagio.
- Nativité, église San Alessio.
- L'Apôtre Simon et David et l'Ange aux fouets, oratoire San Simone Apostolo.

## Sources
- Diego Zannandreis, Le vite dei pittori, scultori e architetti veronesi, Stabilimento Tipo-Litografico G. Franchini, Verona; Digitized by Googlebooks from University of California copy on Feb 22, 2007, 1891, 343 p. (lire en ligne)